# Języki tybetańskie

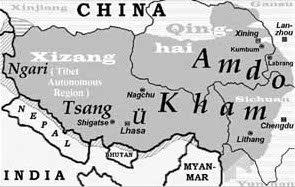
Zasięg języków bodyjskich

Języki tybetańskie, języki bodyjskie – cluster blisko spokrewnionych, lecz często wzajemnie niezrozumiałych języków i dialektów używanych na Wyżynie Tybetańskiej i w Himalajach, należących do rodziny języków tybeto-birmańskich i posługujących się pismem tybetańskim. Ze względów politycznych niektóre z nich traktowane są jako dialekty języka tybetańskiego, inne zaś jak ladakhi, dzongkha, szerpa uważane są za odrębne języki, co nie odzwierciedla rzeczywistości językowej. 
Na przykład języki dzongkha i szerpa są bliższe standardowemu tybetańskiemu z Lhasy niż dialekty z rejonów Amdo czy Kham.